# تشارلي راغ
تشارلي راغ (بالإنجليزية: Charlie Rugg)‏ هو لاعب كرة قدم أمريكي في مركز الهجوم، ولد في 2 أكتوبر 1990 في Roslindale ‏ في الولايات المتحدة. لعب مع إندي إليفن ولوس أنجلوس غلاكسي.

## وصلات خارجية
- تشارلي راغ على موقع الدوري الأمريكي (الإنجليزية)
- تشارلي راغ على موقع قاعدة بيانات كرة القدم.إي يو (الإنجليزية)
- تشارلي راغ على موقع عالم كرة القدم.نت (الإنجليزية)